# The Mae Shi
The Mae Shi är ett experimentellt punkband från Los Angeles, USA, som bildades 2002.

## Biografi
The Mae Shi bildades 2002 av Tim Byron och Ezra Buchla, som båda växt upp i Claremont, en förort till Los Angeles, och känt varandra länge. Efter att Jeff Byron gått ut college gick även han med i bandet och snart efter det träffade de tre även Brad Breeck. Breeck och Buchla hade gått på California Institute of Arts tillsammans, där även Mae Shi's framtida trummis, Corey Fogel, studerade. 
Efter att ha gjort sina första spelningar tidigt 2003 släppte bandet sin första EP, som de gav bort till fans i utbyte mot mixtapes och CDs.  I juli 2004 släppte bandet sitt första album Terrorbird på bolaget 5 Rue Christie, vars grundare, Slim Moon, de träffat under en turné sommaren 2003. På samma bolag släppte de även EP'n Heartbeeps i USA 2005. Samma singel släpptes även på det svenska bolaget Deleted Art, men då under namnet Go Zbra. Bandet åkte på turné för att promota Terrorbird, och gjorde 32 spelningar på 31 dagar. De spelade bland annat tillsammans med Fat Day och Rapider than Horsepower. För att tacka sina fans släppte de The Mae Shi Mixtape där de samlat sina favoritdelar av 2000 låtar på 70 minuter. Under en USA turné 2005 ersatte Corey Fogel Brad Breeck som trummis, efter att den senare fått problem hemmavid. Brad Breeck är dock kvar i bandet, men spelar nu keboard, gitarr och trummor. 
I januari 2006 släppte de split-LP'n Do Not Ignore the Potential tillsammans med Rapider than Horsepower på bolaget Strictly Amateur Films i USA, och samma år i april släppte de sin debut DVD, Lock The Skull, Load The Gun. Den består av 32 musikvideor gjorda av vänner och fans, samt en dokumentär där man får följa bandet under sin Celebration Tour. Strax efter DVD-släppet, i juli 2006, meddelade bandet att Ezra Buchla lämnat gruppen två månader tidigare, och att Corey Fogel sedan dess också slutat. Fogel och Buchla är numera båda medlemmar i bandet Gowns. I september/oktober 2006 meddelade man dock att man hittat en ersättare i Jonathan Gray, som gått med som gitarrist och sångare. 
Den 2 december 2007 presenterade bandet Bill Gray och Marcus Savino som nya medlemmar i sin live line-up. De ersätter basisten Tim Byron och trummisen Brad Breeck, som ska fortsätta som medlemmar i bandet, men inte turnera med dem. Bandets tredje release, HLLLYH, släpptes på bolaget Moshi Moshi den 11 februari, 2008. HLLLYH ska enligt bandet handla om "livet genom filosofiska/religiösa/våra ögon" och har många anspelningar på bibliska berättelser. Bandet jobbar just nu på en ny EP med alla sex medlemmar, och spelade under 2008 på Way Out West i Göteborg.

## Diskografi

### Album
- 2004 - Terrorbird
- 2005 - Heartbeeps
- 2006 - Do Not Ignore the Potential (tillsammans med Rapider than Horsepower)
- 2008 - HLLLYH

### Singlar och EP
- 2003 - To Hit Armor Class Zero
- 2005 - Heartbeeps/Go Zbra
- 2008 - Run To Your Grave 7"
- 2008 - Lamb and Lion

### DVD
- 2006 - Lock The Skull, Load The Gun